# Oroszlány
Oroszlány (tyska: Ohreslahn) är en stad i provinsen Komárom-Esztergom i Ungern. Staden hade 18 402 invånare (2019).